# 새뜸중학교
새뜸중학교(새뜸中學校)는 대한민국 세종특별자치시 새롬동에 있는 공립 중학교이다.

## 학교 연혁
- 2017년 3월 1일 : 30개 학급 인가, 5개 학급 편성
- 2017년 3월 1일 : 제1대 손경준 교장 (새롬중 겸임) 취임
- 2017년 3월 2일 : 입학식(3학급), 개학식(각 학년 1학급씩)
- 2018년 1월 10일 : 제1회 졸업식(74명)
- 2022년 9월 1일 : 제4대 박길선 교장 취임
- 2023년 1월 6일 : 제6회 졸업식(9학급 225명)
- 2023년 3월 2일 : 제7회 입학식(8학급 200명)

## 참고 자료
- 새뜸중학교 - 한국교육학술정보원 학교알리미